# Ginbot 7
Ginbot 7 (амх. ግንቦት 7), або також 15 травня — Рух за справедливість, свободу і демократію — ефіопська повстанська організація. У 2008—2018 вела військово-політичну боротьбу проти правлячого режиму РДФЕН. Базувалася в Еритреї. Лідерами були професор економіки Берхану Нега і філософ Андаргачью Тсідж. Після політичних змін в Ефіопії у 2018 припинила збройний опір. В 2019 виступила серед засновників легальної опозиційної партії Громадяни Ефіопії за соціальну справедливість.

## Передісторія
У громадянській війні проти марксистсько-ленінського режиму Менгісту Хайле Маріама активно брала участь ультраліва Ефіопська народно-революційна партія (ЕНРП). Серед її активістів були недавні студенти Університету Аддіс-Абеби Берхану Нега і Андаргачью Тсідж. Після розгрому збройних формувань ЕНРП обидва змушені були емігрувати. Нега став професором економіки в США, Тсідж — філософії у Великій Британії.
У 1991 році режим Менгісту був повалений Революційно-демократичним фронтом ефіопських народів (РДФЕН), на чолі якого стояв колишній однокурсник Негі і Тсіджа Мелес Зенауї. Тсідж і Нега повернулися в Ефіопію. Спочатку вони підтримували РДФЕН. Але авторитарно-репресивне правління і етнічні пріоритети уряду Зенауї незабаром змусили їх перейти в жорстку опозицію.
Тсідж знову емігрував в 1997 році. Нега в 2001 році очолив студентські протести і був заарештований. На виборах 2005 Нега і Тсідж, який нещодавно повернувся, виступали у складі опозиційної Коаліції за єдність і демократію. Нега був обраний мером Аддіс-Абеби, але незабаром знятий з посади і знову поміщений у в'язницю. Така ж доля чекала Тсіджа. При придушенні протестів проти фальсифікації виборів загинули, за різними оцінками, від 100 до 200 чоловік.
Отримавши волю у 2007 році, Берхану Нега і Андаргачью Тсідж знову змушені були покинути Ефіопію.

## Ідеологія і програма
14 травня 2008 року Берхану Нега і Андаргачью Тсідж оголосили про створення руху Ginbot 7 — ግንቦት 7. Політична декларація прийнята на засіданні керівної ради 26-30 листопада 2008. Метою нової організації заявлено повалення правлячого режиму РДФЕН усіма методами громадянського опору, від мирних протестів до збройної боротьби.
Назва Ginbot 7 перекладається як 15 травня — день ефіопських виборів 2005 року. Повна назва: 15 травня — Рух за справедливість, свободу і демократію. Іноді використовується назва Патріотичний Рух 15 травня за єдність і демократію, в англомовному написанні — Patriotic Ginbot 7 for Unity and Democracy.
Ідеологія і програма багато в чому відтворюють ліво-демократичні установки ЕНРП: свобода, демократія, соціальна справедливість. Особливий акцент робиться на рівності прав громадян незалежно від партійної приналежності і національності.
Як цінності і принципи Ginbot 7 названі:
- права людини як наріжний камінь майбутньої політичної системи;
- демократизація державних структур, яка дозволить припиняти диктаторські домагання політиків;
- орієнтація управління на інтереси громадян;
- соціальна винагорода за заслуги перед країною, а не за політичну та етнічну приналежність;
- національний патріотизм, для якого етнічні, релігійні, культурні, географічні та інші відмінності «є джерелом гордості, а не троянським конем дезінтеграції»;
- боротьба з будь-якими спробами використовувати етнокультурні відмінності в егоїстичних цілях;
- формування «принципового, динамічного, освіченого і працьовитого» державного керівництва, яке «служить країні, будучи прикладом для громадян».

Ginbot 7 висловлює намір створити політичний союз з іншими опозиційними партіями та організаціями.
Правлячий режим РДФЕН розглядається Ginbot 7 як «фашистський і расистський» (ЕНРП вважала фашистським режим Менгісту). Під фашизмом маються на увазі диктаторське правління, репресії, порушення прав людини. Під расизмом — домінування в політичній та економічній владі етнічних тигран, особливо помітне при Мелес Зенауї, який представляв НФЗТ.

## Повстанська боротьба
Характер політичного режиму виключав можливість легальної діяльності Ginbot 7 в Ефіопії. Попереджуючий удар був нанесений в квітні 2009 — влада заявила про розкриття антидержавної змови і заарештували кілька десятків активістів. Берхану Нега був заочно засуджений до смертної кари. Ginbot 7 оголошений в Ефіопії терористичною організацією. У 2014 році Андаргачью Тсідж був заарештований в Ємені, доставлений в Ефіопію і поміщений у в'язницю.
В таких умовах головним методом Ginbot 7 стала партизанська боротьба.
Ginbot 7 робить приблизно те ж, що колись ЕНРП. Партизанить і влаштовує напади на функціонерів. Вилазки виробляються по стандартній схемі: відправлення з Еритреї, удар, швидкий відхід назад. Виявлено закономірність: чим жорсткіше влада придушує мирні протести, тим активніше діяльність бойових груп Ginbot 7.
Збройні формування Ginbot 7 — Народні збройні сили — базуються в Еритреї, поблизу Асмери. Уряд Ісайяс Афеворкі надає плацдарм і укриття, оскільки зацікавлений в додатковому чиннику військово-політичного тиску на Аддіс-Абебу. Співпраця Ginbot 7 з еритрейським режимом в умовах ефіопсько-еритрейського конфлікту використовується ефіопською владою для викривальної пропаганди.
Після арешту Андаргачью Тсіджа повстанські формування особисто очолив професор Берхану Нега, який залишив викладацьку роботу в Бакнеллському університеті. Військова тактика повстанців грунтується на швидкоплинних бойових рейдах в Ефіопію (як правило, з подальшим відступом на Еритрейську територію). На початку 2015 року була досягнута домовленість про об'єднання збройних сил Ginbot 7 і іншої повстанської організації — Ефіопського народно-патріотичного фронту.
У листопаді 2013 року командування Народних збройних сил повідомило, що служба безпеки запобігла спробі вбивства ефіопськими спецслужбами групи політичних лідерів і польових командирів Ginbot 7. Зірваний план був охарактеризований як «ганебний і безцільний акт режиму НФВТ».
У вересні 2015 року в еритрейських ЗМІ з'явилася інформація про приєднання до цього союзу ще двох організацій збройної опозиції — Фронту звільнення оромо і (що привернуло особливу увагу) Демократичного руху народів Тиграю— традиційний оплот НФВТ.
Коментатори відзначають, що інтенсивність збройної боротьби наростає в міру придушення владою мирних протестів і посилення соціальної політики в Ефіопії. Станом на 2016 рік чисельність загонів Ginbot 7 оцінюється приблизно в 200 чоловік. При цьому деякі коментатори нагадують, що спочатку загони НФВТ, які здобули перемогу в громадянській війні, були настільки ж нечисленні. Берхану Нега висловлює впевненість, що повалення режиму РДФЕН-НФВТ «не займе десяти років».
У лютому 2017 року Берхану Нега знову прибув в США і зайнявся збором коштів на збройну боротьбу Ginbot 7. Американські прихильники ефіопського уряду висловили обурення у зв'язку з тим, що президент США Дональд Трамп допускає порушення Закону про нейтралітет і дозволяє «нібито в ім'я демократії збирати гроші на терористичну армію з 200 чоловік, що базується в Еритреї, державі, яку називають африканською Північною Кореєю».